# Kallósd
Kallósd è un comune dell'Ungheria di 104 abitanti (dati 2001). È situato nella contea di Zala.